# Cantone di Uzel
Il Cantone di Uzel era una divisione amministrativa dell'Arrondissement di Saint-Brieuc.
A seguito della riforma approvata con decreto del 13 febbraio 2014, che ha avuto attuazione dopo le elezioni dipartimentali del 2015, è stato soppresso.

## Composizione
Comprendeva 7 comuni:
- Allineuc
- Grâce-Uzel
- Merléac
- Le Quillio
- Saint-Hervé
- Saint-Thélo
- Uzel